# دونیو دونف
دونیو دونف (بلغاری: Доньо Донев؛ ۲۷ ژوئن ۱۹۲۹ – ۲۸ نوامبر ۲۰۰۷) کارگردان فیلم، کارتونیست اهل بلغارستان بود. وی بین سال‌های ۱۹۵۷ تا ۲۰۰۷ میلادی فعالیت می‌کرد.
از فیلم‌ها یا مجموعه‌های تلویزیونی که وی در آن‌ها نقش داشته‌است، می‌توان به سه کله‌پوک اشاره نمود.